# Saint-Julien-d'Asse
Saint-Julien-d'Asse è un comune francese di 158 abitanti situato nel dipartimento delle Alpi dell'Alta Provenza della regione della Provenza-Alpi-Costa Azzurra.

## Società

### Evoluzione demografica
Abitanti censiti